# Andrew Wilson
Andrew Cunningham Wilson (født 22. august 1964) er en amerikansk filmskuespiller fra Dallas, Texas. Han er storebror til Owen og Luke Wilson. 
Andrew Wilson er kendt som en independent skuespiller, der har medvirket i mange af sine brødres film. Hans største rolle til dato, er rollen som Future Man /John Mapplethorpe i Wes Anderson filmen Bottle Rocket fra 1996. Han optrådte også i Andersons Rushmore og The Royal Tenenbaums. Han spillede over for broderen Owen i et remake af The Big Bounce fra 2004.
Han havde sin filminstruktør debut sammen med Luke Wilson, da han instruerede The Wendell Baker Story tilbage i 2005.
I 2006 medvirkede han i Mike Judges Idiocracy som en gladiator ved navn Beef Supreme uden replikker.

## Udvalgt Filmografi
- 1995 – House of pain
- 1996 – Bottle Rocket (også medproducer)
- 1998 – Rushmore
- 1999 – Chicks
- 2000 – Charlie's Angels
- 2001 – Zoolander
- 2001 – The Royal Tenenbaums
- 2002 – Showtime
- 2003 – Charlie's Angels: Full Throttle
- 2005 – Fever pitch
- 2005 – The Familie Stone
- 2005 – The Wendell Baker Story (medinstruktør)
- 2008 – Calvin Marshall
- 2009 – Whip it!